# Équipe cycliste masculine OU7
Cet article concerne l'équipe masculine. Pour l'équipe féminine, voir Équipe cycliste féminine OU7.
L'équipe cycliste OU7 est une équipe cycliste ouzbèke, ayant le statut d'équipe continentale depuis 2022.

## Principales victoires

### Championnats nationaux
- Championnats d'Ouzbékistan sur route : 2
  - Course en ligne : 2022 (Akramjon Sunnatov)
  - Contre-la-montre : 2022 (Aleksey Fomovskiy)

## Classements UCI
L'équipe participe aux épreuves des circuits continentaux et en particulier de l'UCI Asia Tour. Les tableaux ci-dessous présentent les classements de l'équipe sur les différents circuits, ainsi que son meilleur coureur au classement individuel.
UCI Asia Tour
| UCI Asia Tour | UCI Asia Tour          | UCI Asia Tour                             | UCI Asia Tour |
| Année         | Classement par équipes | Meilleur coureur au classement individuel |               |
| ------------- | ---------------------- | ----------------------------------------- | ------------- |
| 2022          | 4e                     | Bekhzodbek Rakhimbaev (18e)               |               |
| 2023          | 11e                    | Bekhzodbek Rakhimbaev (13e)               |               |
| 2024          | 6e                     | Dmitriy Bocharov (10e)                    |               |
|               |                        |                                           |               |
| Source : UCI  |                        |                                           |               |

L'équipe est également classée au Classement mondial UCI qui prend en compte toutes les épreuves UCI et concerne toutes les équipes UCI.
| Classement mondial | Classement mondial     | Classement mondial                        | Classement mondial |
| Année              | Classement par équipes | Meilleur coureur au classement individuel |                    |
| ------------------ | ---------------------- | ----------------------------------------- | ------------------ |
| 2022               | 62e                    | Bekhzodbek Rakhimbaev (523e)              |                    |
| 2023               | 70e                    | Bekhzodbek Rakhimbaev (359e)              |                    |
| 2024               | 54e                    | Dmitriy Bocharov (418e)                   |                    |
|                    |                        |                                           |                    |
| Source : UCI       |                        |                                           |                    |

## Tashkent City Professional Cycling Team en 2022[1]
| Cycliste               | Date de naissance | Nationalité | Équipe 2021                   |  |
| ---------------------- | ----------------- | ----------- | ----------------------------- |  |
| Umidjon Bakhtiyorov    | 8 juillet 2002    | Ouzbékistan |                               |  |
| Dmitriy Bocharov       | 6 juin 2002       | Ouzbékistan |                               |  |
| Konstantin Elli        | 11 septembre 2000 | Ouzbékistan |                               |  |
| Edem Eminov            | 27 juin 2002      | Ouzbékistan |                               |  |
| Danil Evdokimov        | 16 mai 2000       | Ouzbékistan |                               |  |
| Aleksey Fomovskiy      | 29 octobre 2000   | Ouzbékistan |                               |  |
| Muradjan Halmuratov    | 11 juin 1982      | Ouzbékistan | Sweet Nice Continental        |  |
| Botirjon Ismatov       | 26 février 2002   | Ouzbékistan |                               |  |
| Bekhzodbek Rakhimbaev  | 4 mars 2002       | Ouzbékistan |                               |  |
| Ulugbek Saidov         | 6 octobre 1996    | Ouzbékistan | Team Novo Nordisk Development |  |
| Iskandarbek Shodiev    | 4 janvier 1999    | Ouzbékistan |                               |  |
| Nikita Stenkovoy       | 17 septembre 2001 | Ouzbékistan |                               |  |
| Akramjon Sunnatov      | 26 novembre 1996  | Ouzbékistan |                               |  |
| Rolly Weaver           | 22 décembre 1990  | États-Unis  | Kuwait Pro Cycling Team       |  |
| Damir Zabirov          | 3 mars 2001       | Ouzbékistan |                               |  |
| Stagiaire              | Date de naissance | Nationalité | Équipe 2022                   |  |
| Shokhrukh Abdujabborov | 25 mai 2002       | Ouzbékistan |                               |  |
| Shukurulla Akhmadaliev | 25 août 2003      | Ouzbékistan |                               |  |